# Asplenium platyneuron
Asplenium platyneuron (sin. Asplenium ebeneum), comúnmente conocido como bazo de ébano, es un helecho nativo de América del Norte, al este de las Montañas Rocosas. Su nombre común proviene de su estípite y raquis (tallo y nervio central de la hoja) de color marrón rojizo oscuro y brillante, que sostienen una hoja pinnada dividida una vez. Las frondas fértiles, que mueren en invierno, son de un verde más oscuro y se mantienen erguidas, mientras que las frondas estériles son perennes y se encuentran extendidas sobre el suelo. Una aurícula en la base de cada pinna apunta hacia la punta de la fronda. Las frondas dimórficas y las pinnas alternas, en lugar de opuestas, lo distinguen del similar helecho asplenium resiliens.
La especie fue descrita por primera vez en 1753 por Linneo como Acrostichum platyneuros, aunque el material de su descripción incluía varias otras especies. Más tarde se llamó comúnmente Asplenium ebeneum, nombre publicado por William Aiton en 1789, hasta que en el siglo XIX se redescubrió y se revivió el epíteto linneano. Se han descrito varias formas y variedades de la especie, pero pocas son reconocidas hoy en día; en particular, los especímenes más grandes y fértiles, aquellos con hojas más o menos dentadas y aquellos con yemas proliferativas se consideran dentro del rango natural de variación de la especie y no requieren distinción taxonómica. A. platyneuron f. hortonae, una forma estéril con las pinnas divididas en pinnulas dentadas, y f. furcatum, con frondas bifurcadas, todavía son reconocidas.
La formación de yemas proliferativas es una de varias adaptaciones inusuales para la reproducción de esta especie. Las yemas se forman cerca de la base del estipe y, al ser cubiertas con tierra, pueden crecer como nuevos individuos cuando la fronda que las portaba muere. El helecho ébano también está bien adaptado para propagarse por esporas: las frondas fértiles erguidas ayudan a que las esporas entren en la corriente de aire para una dispersión a larga distancia, y una baja carga genética permite que las esporas que han crecido en un gametofito se autofertilicen con un alto grado de éxito. Esta capacidad de dispersión parece haber ayudado a la especie a expandirse rápidamente en la región de los Grandes Lagos a finales del siglo XX. La dispersión a larga distancia también podría explicar su aparición naturalizada en Sudáfrica y la existencia de una población aislada encontrada en Eslovaquia en 2009, su primera aparición conocida en Europa.
El helecho ébano tiene amplias preferencias de hábitat, creciendo tanto en rocas, como otros muchos helechos norteamericanos, como en una variedad de suelos. A diferencia de otros helechos, no es particularmente sensible al pH del suelo. Hibrida con varios otros helechos, particularmente con el helecho de montaña (Asplenium montanum) y el helecho caminante (Asplenium rhizophyllum); estas especies, sus híbridos estériles, híbridos fértiles alopoliploides y los retrocruzamientos entre alopoliploides y los padres se conocen colectivamente como el «complejo de Asplenium de los Apalaches». También se conocen dos híbridos entre A. platyneuron y helechos fuera de este complejo.

## Descripción
El helecho ébano (Asplenium platyneuron) es un helecho pequeño con frondas pinnadas que crecen en matas, con un estípite y raquis de color marrón rojizo brillante. Las frondas son dimórficas: las frondas fértiles son largas, erectas y de un verde oscuro, y son caducas, mientras que las frondas estériles son más cortas, extendidas y de un verde más claro, y son perennes.

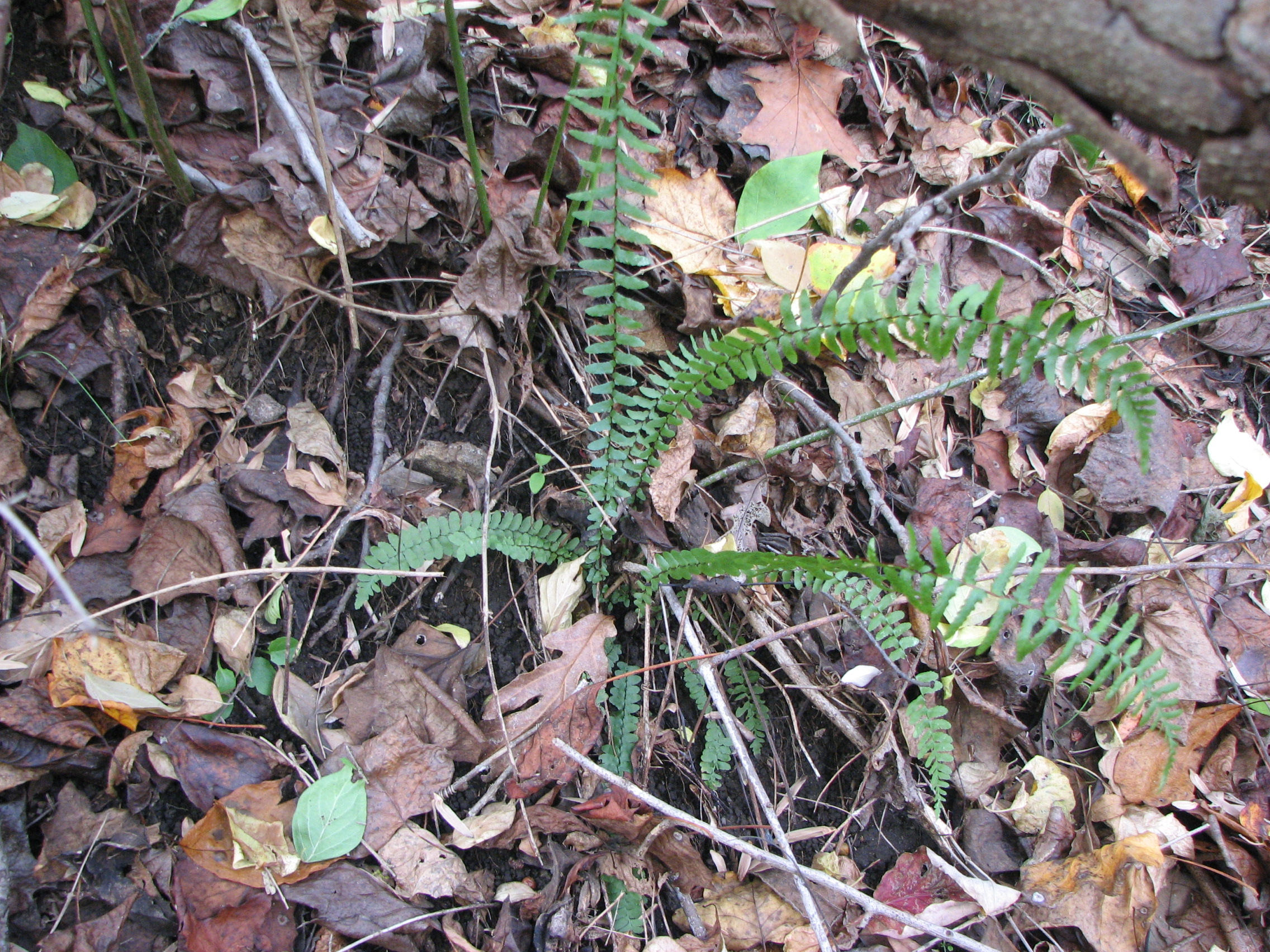
Asplenium platyneuron mostrando frondas fértiles (largas y erectas) y frondas estériles (cortas y extendidas).

### Raíces y rizomas
Este helecho no se propaga ni forma nuevas plantas a través de las raíces. El rizoma, de 1 a 2,5 milímetros (0 a 0,1 plg) o quizás 4 milímetros (0,2 plg) de diámetro, presenta algunas escamas lineales-deltadas estrechas, de color negro a marrón oscuro y con un patrón fuertemente reticulado. Las escamas miden entre 2 a 4 milímetros (0,1 a 0,2 plg) o hasta 5 milímetros (0,2 plg) de largo y de 0,3 a 0,6 milímetros (0 a 0 plg) de ancho, con márgenes enteros (sin dientes) o casi enteros.

### Hojas
El estipe (el tallo de la hoja, debajo de la lámina) mide de 1 a 10 centímetros (0,4 a 3,9 plg) de largo, y constituye entre una cuarta parte y un tercio de la longitud de la lámina. Carece de alas y es de un color marrón rojizo brillante o marrón negruzco a lo largo de su longitud. Cerca de la base, presenta algunas escamas filiformes de color similar al del rizoma. Los gránulos de almidón se almacenan en el tejido en la base del estipe y, en menor medida, en el rizoma, lo que da a las bases un aspecto ensanchado y una textura firme. Las bases de los estipes son longevas y pueden sobrevivir a la desintegración del resto del estipe y de la lámina.
La lámina de la hoja de Asplenium platyneuron tiene forma lineal a estrechamente oblanceolada (ligeramente más ancha en la mitad superior), midiendo de 4 a 50 centímetros (2 a 20 pulgadas) de largo y de 2 a 5 centímetros (0.8 a 2 pulgadas) de ancho, aunque en ocasiones puede alcanzar hasta 7 centímetros (3 pulgadas) de ancho. Es aguda (termina en punta) en su extremo y se estrecha gradualmente hacia la base. La lámina es brillante y tiene unos pocos pelos dispersos, o puede carecer completamente de ellos. El raquis (eje de la hoja), al igual que el estipe, es de color marrón rojizo, purpúreo o marrón negruzco, brillante y sin pelos.
La lámina está dividida en pínulas (folíolos) a lo largo de toda su longitud, con entre 15 y 45 pares por hoja. Las pínnulas son claramente alternas a lo largo del raquis. Tienen forma oblonga (aproximadamente rectangular) o cuadrangular, a veces algo falcadas y orientadas hacia la base de la hoja. Las pínnulas en la parte media de la lámina miden de 1 a 2,5 centímetros (0,4 a 1 plg) de largo y de 0,3 a 0,5 centímetros (0,1 a 0,2 plg) de ancho. Cada pínula presenta un aurículo evidente en su base, apuntando hacia la punta de la lámina y superponiéndose al raquis. En ocasiones, también hay un pequeño aurículo que apunta hacia la base de la lámina. Los bordes de las pínnulas son crenados o serrulados (con dientes redondeados o pequeños y afilados), y en formas pequeñas pueden estar más profundamente divididos. Los extremos de las pínnulas pueden ser agudos u obtusos (redondeados). En la parte inferior de la lámina, las venas son claramente visibles y libres (no se anastomosan ni se vuelven a unir). También pueden observarse unas pocas escamas diminutas dispersas en el envés.

### Esporas y soros
Las pínnulas de las frondas fértiles tienen de uno a doce, o incluso dieciocho, pares de soros en su envés, cada uno de ellos de 1 a 2 milímetros (0 a 0,1 plg) de largo. Cada par de soros forma un cheurón (ángulo) que apunta hacia la base de la pínnula, centrado en la vena media. Un indusio cubre cada soro; estos son blanquecinos y translúcidos o plateados, con un borde ligeramente dentado o erosionado (irregularmente desgastado), y pronto se marchitan para revelar los soros. Cada esporangio en un soro contiene 64 esporas. El esporófito diploide tiene un número cromosómico de 72.
Las esporas, de color marrón claro a oscuro, son monoladas, con una laesura recta que presenta un margo (borde elevado). Miden de 41 a 52 micras a lo largo de su eje mayor. La périna (capa externa de la espora) parece espinosa, con crestas rugosas que forman un patrón reticulado. La región de la périna entre las crestas tiene una textura lisa, en lugar de granulosa.

### Brotes proliferativos
El helecho ébano (Asplenium platyneuron) tiene la capacidad de proliferar formando nuevas plantitas a partir de brotes ubicados en el raquis, cerca de la base de la planta. Estos brotes permiten que se formen nuevos individuos en diferentes niveles cuando las frondas postradas quedan enterradas en la hojarasca. Wagner y Johnson encontraron brotes proliferativos en casi todos los sitios de las poblaciones del área de los Grandes Lagos que estudiaron; muy raramente se encontró más de un brote por planta. En promedio, estos brotes aparecían en 1 de cada 6 plantas, tanto en frondas fértiles como estériles, y su posición en la base de las pínnulas más bajas los hacía difíciles de detectar entre el racimo de frondas. Los brotes tienen forma de botón, son de color pálido y aparecen en la parte superior de las pínnulas más bajas. Cada brote contiene un meristemo y uno o, en ocasiones, dos primordios foliares, cubiertos por escamas clatradas; a veces presentan raíces si el brote ha comenzado a desarrollarse. El contacto con el suelo en la base de la planta estimula su desarrollo, y la descomposición de su conexión con la hoja parental resulta en la formación de una nueva planta. Se han reportado brotes similares en el helecho Asplenium monanthes (conocido como helecho de un solo soro).

### Identificación
La especie más similar a Asplenium platyneuron es el helecho de tallo negro, A. resiliens. Sin embargo, el estipe de esta última es más oscuro y sus pínnulas son opuestas, en lugar de alternas, a lo largo del raquis. El helecho de cabello de doncella (A. trichomanes) también tiene hojas pinnadas con un raquis oscuro y brillante, pero sus pínnulas son ovaladas y algo redondeadas, en lugar de oblongas, y suelen ser menos de dos veces más largas que anchas. Ninguna de estas dos especies, ni los demás helechos pinnados americanos del género Asplenium, tiene frondas fértiles y estériles dimórficas.
Es muy similar al helecho de Boydston (Asplenium × boydstoniae), un raro retrocruce con el helecho de Tutwiler (Asplenium tutwilerae). Sin embargo, el helecho de Boydston presenta una punta de fronda alargada y aguda, similar a la del helecho de Tutwiler. Entre los helechos del género Asplenium de Sudáfrica, A. lunulatum tiene puntas de frondas proliferativas, mientras que A. monanthes presenta solo un soro en cada pínula.
Entre los helechos más grandes, A. platyneuron podría confundirse con un helecho navideño joven (Polystichum acrostichoides), pero esta especie es generalmente mucho más grande y tiene un estipe y raquis verdes y escamosos. Por otro lado, el helecho serrucho (Nephrolepis cordifolia) también es más grande, con pínnulas de color verde amarillento y un raquis verde.

## Taxonomía
Esta especie es comúnmente conocida como «bazo de ébano» o «helecho de tallo marrón» debido al color oscuro de su estipe y raquis.
El basónimo de la especie es Acrostichum platyneuros, publicado por Linneo en Species Plantarum en 1753 (punto de partida oficial de la nomenclatura botánica moderna). El tratamiento de Linneo se basó en una disertación de 1745 escrita por su estudiante J. B. Heiligtag, la cual, a su vez, se basó en descripciones de varias autoridades anteriores. La primera descripción citada fue la del botánico Jan Gronovius, mentor de Linneo, en su Flora Virginica de 1743, basada en un espécimen recolectado por John Clayton. El epíteto específico platyneuros («nervios planos») proviene de una descripción del botánico Leonard Plukenet en su Almagestum de 1696. Sin embargo, solo el espécimen de Clayton, ahora lectotipo de la especie, representa lo que hoy se conoce como Asplenium platyneuron; los especímenes en los que se basaron las otras descripciones, incluida la de Plukenet, que dio lugar al epíteto específico, son una mezcla de Pleopeltis polypodioides y Polypodium virginianum sensu lato.
En 1789, William Aiton describió la especie de forma independiente en Hortus Kewensis y le dio el nombre Asplenium ebeneum, haciendo referencia al color ébano de su tallo. Posteriormente, Olof Swartz describió la especie como Asplenium polypodioides en 1801, y André Michaux como Asplenium trichomanoides en 1803; ambos nombres fueron reducidos a sinónimos de Asplenium ebeneum por Carl Ludwig Willdenow. Sin embargo, el nombre Asplenium trichomanoides ya había sido utilizado por Linneo en 1767, lo que hizo que el nombre de Michaux fuera un nomen illegitimum.
El epíteto de Aiton, ebeneum, fue el más utilizado por los botánicos estadounidenses durante la mayor parte del siglo XIX. La transferencia del epíteto específico de Linneo para formar el nombre Asplenium platyneuron fue propuesta por D. C. Eaton en 1878, quien atribuyó la combinación a una anotación a lápiz de William Oakes en el margen de una copia de Flora Virginica. Por lo tanto, históricamente se ha atribuido la combinación a Oakes o Oakes ex D.C.Eaton. Sin embargo, en 1981, David B. Lellinger señaló que Eaton no había aceptado la combinación en 1878, prefiriendo el epíteto más descriptivo ebeneum al menos preciso pero más antiguo platyneuron. Por lo tanto, el uso de Eaton debe considerarse provisional, y no como una combinación publicada por él. Aparte de Eaton, la primera publicación válida de Asplenium platyneuron fue realizada por Britton, Emerson E. Sterns y Justus F. Poggenburg en 1888, que hace referencia implícita al basónimo de Linneo. A pesar del resurgimiento del epíteto de Linneo, el nombre Asplenium ebeneum continuó siendo ampliamente utilizado hasta 1896, cuando Lucien Underwood, en la Illustrated Flora de Britton & Brown, usó el nombre Asplenium platyneuron con referencia explícita al basónimo.
La especie ha sido ubicada dos veces en géneros segregados de Asplenium: como Chamaefilix platyneuros por Oliver A. Farwell en 1931, y como Tarachia platyneura por Sizuo Momose en 1960. Ninguna de estas combinaciones fue ampliamente aceptada, y las autoridades actuales no reconocen estos géneros.
Una filogenia global de Asplenium publicada en 2020 dividió el género en once clados, que se identificaron con nombres informales mientras se realizan estudios taxonómicos adicionales. A. platyneuron pertenece al «subclado de A. incisum» dentro del «clado Schaffneria». El clado Schaffneria tiene una distribución mundial, y sus miembros varían ampliamente en forma y hábitat. No existe una característica morfológica clara que defina al subclado A. incisum, pero los miembros de este subclado comparten una base de estipe de color castaño. Las relaciones dentro del clado no están bien resueltas; incluye especies de América del Sur, Europa y China, pero ninguna otra especie de América del Norte.

### Formas y variedades
En 1976, Carl Taylor y colaboradores reconocieron tres variedades en su tratamiento de la especie: A. platyneuron var. platyneuron, la variedad típica; A. platyneuron var. incisum, con pínulas más profundamente recortadas; y A. platyneuron var. bacculum-rubrum, más grande y más fértil, con pínulas dentadas. Sin embargo, señalaron que ambas variedades presentan intergradación, y Flora of North America no reconoce taxones infraespecíficos. Además de estas variedades, Taylor et al. reconocieron tres formas. A. platyneuron f. proliferum, discutida anteriormente, no es reconocida por tratamientos posteriores. A. platyneuron f. hortonae solo se conoce a partir de especímenes esporádicos y estériles, con pínulas imbricadas y profundamente recortadas y lobuladas. En A. platyneuron f. furcatum, el raquis está ramificado múltiples veces cerca de la punta, pero la forma parece normal en otros aspectos.
Asplenium ebeneum var. bacculum-rubrum fue descrita por primera vez en 1871 por Americus Featherman. Su epíteto hace referencia a Baton Rouge, Luisiana, donde la encontró creciendo en los bordes de campos cultivados y cañaverales. La describió como alcanzando entre 30 y 60 centímetros de altura, con veinte a treinta soros «alargados» en cada pínula. Una variedad grande de Asplenium platyneuron encontrada en todo el sureste de los Estados Unidos, con soros distintos más que confluyentes, fue descrita por M. L. Fernald en 1935 como Asplenium platyneuron var. euroaustrinum, quien desconocía la publicación de Featherman en ese momento. Posteriormente, Fernald consideró que ambas eran idénticas y transfirió la variedad de Featherman a A. platyneuron, como A. platyneuron var. bacculum-rubrum, en 1936. Según Taylor et al., esta variedad puede identificarse por la longitud de la pínula más larga, que supera los 3.5 centímetros, y la presencia casi universal de soros en frondas erectas. La describieron con frondas fértiles de hasta 70 centímetros, con hasta setenta pínulas, y una apariencia robusta con bordes de hojas toscamente dentados que intergradan con A. platyneuron var. incisum. Herb Wagner y David M. Johnson, quienes recolectaron material similar en el condado de Cass, Míchigan (muy al noroeste del rango supuesto de la variedad), no consideraron que la variación morfológica en var. bacculum-rubrum fuera distinta del material típico, salvo por su tamaño, y recomendaron que se le otorgara un estatus taxonómico no superior al de una forma, si se reconocía.
En 1869, Charles H. Peck describió Asplenium ebeneum var. incisum a partir de ejemplares recolectados por Elliot C. Howe en Poestenkill, Nueva York. Aunque se describió con pinnas mayormente «incisas y pinnatifidas», la mayoría de las pinnas en el material tipo son doblemente aserradas (dentadas) o incisas y aserradas. En 1873, Elihu S. Miller recolectó frondas en Wading River, Nueva York, que eran más anchas de lo habitual y marcadamente aserradas. Asa Gray sugirió el nombre Asplenium ebeneum var. serratum para estas frondas. Aunque no se ha localizado el material tipo de Miller, Carl Taylor et al. concluyeron que los especímenes identificados como var. serratum por Gray no son distinguibles de var. incisum. Sin embargo, ambos epítetos continuaron siendo reconocidos durante algún tiempo.
En 1888, Britton, Sterns y Poggenburg transfirieron var. serratum como A. platyneuron var. serratum. En 1901, Willard Clute la redujo a forma (A. ebeneum f. serratum), y en 1922, Ralph Hoffmann transfirió esta combinación a A. platyneuron. Mientras tanto, en 1908, Benjamin Lincoln Robinson había transferido var. incisum a A. platyneuron. En 1931, Farwell aún reconocía var. serratum cuando segregó el género Chamaefilix de Asplenium. En 1940, Edgar T. Wherry sinonimizó var. serratum con var. incisum e incluyó bajo este epíteto las variedades bacculum-rubrum y euroaustrinum. Además, creó el epíteto var. typicum para la forma normal de A. platyneuron.
Taylor et al. definieron var. incisum como caracterizada por pinnas doblemente aserradas que no se cortan más del 80% hasta la costa y con fertilidad normal (a diferencia de la forma estéril A. platyneuron f. hortonae). Estas plantas ocurren en todo el rango de la especie, mezcladas con ejemplares típicos e integrándose morfológicamente. Wagner y Johnson, por su parte, no consideraron a var. incisum digna de reconocimiento taxonómico.
Otro taxón con márgenes profundamente incisos fue descrito en 1901 por George E. Davenport como Asplenium ebeneum var. hortonae, basado en especímenes recolectados en 1900 por Frances B. Horton en piedra caliza de  Brattleboro, Vermont. En esta variedad, todas las pinnas, incluidas las basales, están oblicuamente dentadas o casi separadas en pinnulas dentadas. Las frondas erguidas son estériles.Clute la trató como forma (A. ebeneum f. hortonae) en 1906. En 1908, Robinson declaró a var. hortonae sinónimo de var. incisum. Clute trasladó el epíteto a nivel de variedad como A. platyneuron var. hortonae en 1909, aunque también lo equiparó con var. incisum. Asimismo, Lyman B. Smith continuó con su búsqueda en Massachusetts y lo registró como A. platyneuron f. hortonae en 1928.
En 1937, Arthur Leeds distinguió explícitamente a este taxón a nivel de variedad, señalando que una fotografía del tipo de A. ebeneum var. incisum no correspondía estrechamente con A. ebeneum var. hortonae, ya que presentaba pinnas simplemente dentadas en lugar de profundamente divididas y superpuestas. Edgar Wherry también distinguió explícitamente A. platyneuron var. hortonae de A. platyneuron var. incisum, duplicando erróneamente la combinación de Clute de 1909. Material recolectado en el condado de St. Mary, Maryland, fue descrito por James E. Benedict, Jr. en 1947 como A. platyneuron f. dissectum, señalando que, aunque similar a f. hortonae, algunas de las pinnas en su material estaban completamente divididas en pínnulas, las cuales, a su vez, estaban profundamente lobuladas. Taylor et al. observaron que gran parte del material de Benedict, sin embargo, se asemejaba al típico f. hortonae, aunque se acercaba en tamaño a var. bacculum-rubrum. Ellos equipararon f. dissectum con f. hortonae y señalaron que los especímenes de esta última podían aproximarse a var. incisum y var. bacculum-rubrum.Aunque Wagner y Johnson se abstuvieron de distinguir la mayoría de los taxones infraespecíficos dentro de A. platyneuron, sí reconocieron f. hortonae como una «forma estéril rara».
Una forma con frondas bifurcadas fue conocida hacia finales del siglo XIX y formalmente descrita en 1909 por Willard Clute como A. platyneuron f. furcatum. Esta forma se diferencia del A. platyneuron normal solo por la bifurcación cerca del ápice de la lámina. Robert M. Tetrick II descubrió plantas similares en Virginia Occidental, que describió como con «frondas muy ramificadas, las divisiones finales crestadas» y las nombró A. platyneuron f. multifidum. Taylor et al. compararon el tipo de esta forma con la ilustración de Clute de f. furcatum y las consideraron iguales. Wagner y Johnson señalaron que estas formas eran un error de desarrollo frecuente en muchas especies de helechos de América del Norte.
La formación de yemas proliferantes en el A. platyneuron también ha dado lugar a una distinción taxonómica. La formación de yemas fue observada por primera vez por el viverista Conrad Loddiges en 1817, en especímenes cultivados en Gran Bretaña. Sin embargo, este fenómeno pasó desapercibido hasta 1879, cuando D. C. Eaton lo observó en especímenes de Florida. Eaton lo consideró una variedad aberrante y la nombró A. ebeneum var. proliferum. Willard Clute redujo su categoría de variedad a forma, A. ebeneum f. proliferum, en 1906. Posteriormente se informaron especímenes similares en Maryland, Pensilvania y Connecticut; las yemas aparecían en el raquis de frondas estériles y, a menudo, solo se detectaban al montar el espécimen. En 1924, Frederick G. Floyd argumentó que la formación de estas proliferaciones era una característica normal de la especie, que aparecía regularmente, aunque no de manera universal, y no merecía una designación varietal. También observó la formación de yemas proliferantes en un raquis fértil de A. ebeneum var. serratum. La posición de Floyd no fue universalmente aceptada: Louise Tanger realizó una nueva combinación para la forma, A. platyneuron f. proliferum, en 1933, y Taylor et al. la reconocieron en una discusión sobre los taxones infraespecíficos de la especie en 1976. Sin embargo, estos autores señalaron que los especímenes de A. platyneuron f. proliferum serían asignados a varias otras variedades si no fueran proliferantes. Wagner y Johnson, en 1981, se negaron a reconocer este taxón por razones similares a las de Floyd, y el tratamiento de Wagner en Flora of North America no menciona la forma.

### Híbridos
Como parte del «complejo de Asplenium de los Apalaches», el A. platyneuron (helecho ébano) ha demostrado formar híbridos con varias otras especies de Asplenium. El híbrido con el helecho de montaña (A. montanum) ha sido recolectado raramente, pero en múltiples ocasiones este híbrido ha duplicado sus cromosomas, dando lugar a la especie fértil conocida como helecho de Bradley (A. bradleyi). Se cree que un retrocruzamiento entre A. bradleyi y A. platyneuron ha sido recolectado dos veces: en un sitio ahora destruido en Pensilvania y en un informe preliminar en el condado de Sequatchie, Tennessee.
El híbrido con el helecho caminante (A. rhizophyllum), conocido como helecho de Scott (A. × ebenoides), aparece regularmente donde ambas especies progenitoras coexisten. En un sitio en Havana Glen, Alabama, A. × ebenoides ha duplicado sus cromosomas para producir una especie fértil, el helecho de Tutwiler (A. tutwilerae). El retrocruzamiento entre A. platyneuron y A. tutwilerae se conoce como helecho de Boydston (A. × boydstoniae), que ocurre naturalmente solo con A. tutwilerae en Havana Glen. Además, A. platyneuron se hibrida con el helecho lobulado (A. pinnatifidum), un descendiente del helecho de montaña y el helecho caminante, para producir el raro helecho de Kentucky (A. × kentuckiense). La evidencia de estas hibridaciones se obtuvo mediante estudios citológicos, cromatografía y electroforesis de alozimas.
Fuera del «complejo de Asplenium de los Apalaches», A. platyneuron también puede hibridarse con wall-rue (A. ruta-muraria), formando el helecho de Morgan (A. × morganii), y con maidenhair spleenwort (A. trichomanes) para formar el helecho de Virginia (A. × virginicum). A. × morganii se conoce a partir de un espécimen, recolectado de un acantilado de piedra caliza con vista al río Potomac en Maryland, mientras que A. × virginicum ha sido recolectado en tres ocasiones, en Pensilvania, Virginia y Carolina del Norte. Se ha producido un híbrido con el helecho asiático A. ruprechtii en cultivo, que es conocido informalmente como A. × crucibuli en jardinería. Es similar a A. × ebenoides, pero la fronda tiene una forma lineal, en lugar de ser más ancha en la base.

## Distribución y hábitat
En América del Norte, A. platyneuron es nativo en toda la región este de los Estados Unidos, desde el sur de Maine hasta la esquina sureste de Wisconsin, al sur hasta Florida y al oeste hasta el este de Nebraska, Kansas, Oklahoma y Texas, así como en el extremo sureste de Canadá. También se encuentra en el punto de encuentro de Colorado, Nuevo México y Oklahoma, y en poblaciones pequeñas y aisladas en Nuevo México, Arizona y las Indias Occidentales. Fuera de América del Norte, A. platyneuron se encuentra en África austral y subtropical, una distribución que no se conoce en ningún otro helecho de América del Norte. Su rango va desde la provincia del Cabo Occidental en Sudáfrica hacia el norte a lo largo de la costa este hasta las provincias de Gauteng y Mpumalanga, incluyendo Lesoto en su distribución. En 2009, se encontró una población aislada en suelos serpentiníticos en un bosque de roble en Eslovaquia. Desde la década de 1960, A. platyneuron se ha extendido rápidamente y de manera agresiva en la región de los Grandes Lagos, donde anteriormente era poco común. Aunque está muy extendido en el sur de África, no es particularmente abundante, y en esa parte de su rango se encuentra más comúnmente en Lesoto.
Asplenium platyneuron se encuentra en una amplia variedad de hábitats, a altitudes que van desde 0 a 1300 metros (0 a 4300 pies). Tolera suelos que varían desde mediácidos (pH 3.5–4.0) hasta subalcalinos (pH 8.0–8.5), aunque prefiere suelos subácidos (pH 4.5–5.0) sobre los mediácidos. A diferencia de muchos otros helechos de América del Norte, puede crecer tanto en suelos como en rocas. Cuando crece en suelos, se puede encontrar en bosques y áreas boscosas, incluyendo tierras arenosas de pinos, así como en campos abandonados y otros sitios perturbados. Puede colonizar una variedad de rocas, particularmente (pero no exclusivamente) las calcáreas, y también crece en paredes de mampostería. En Sudáfrica, generalmente se encuentra a altitudes superiores a 600 metros (2,000 pies), en hábitats similares a los que prefiere en América del Norte (bajo pequeños arbustos y en orillas rocosas). Típicamente, no ocurre ni a plena sombra ni a plena luz solar, sino en la base de las rocas en praderas y en los bordes de bosques y en matorrales de Leucosidea.

## Ecología y conservación
Se ha demostrado que los extractos proteicos de A. platyneuron disuaden la depredación de insectos sobre los soya en una medida significativa, y el Jardín Botánico de Misuri lo describe como libre de «problemas serios de insectos o enfermedades». Sin embargo, se informó que una población de varios cientos de individuos en Florida estuvo a punto de ser aniquilada por la actividad de insectos. Es susceptible a los caracoles. El áfido negro del helecho (Idiopterus nephrelepidis) puede alimentarse de él.
Los esporófitos de A. platyneuron son bastante tolerantes a la sequía, pero requieren suelos bien drenados. Los prothalios (gametofitos) de A. platyneuron pueden sobrevivir períodos de sequía de hasta un mes. Existe cierta evidencia que sugiere que los prothalios pueden experimentar reproducción clonal y fisión, lo cual ha sido inducido en el laboratorio mediante variaciones en la intensidad de la luz.
Una variedad de adaptaciones hace que A. platyneuron sea un colonizador agresivo, incluso invasivo, en comparación con otros helechos, aunque un clima más cálido y el aumento de hábitats de crecimiento secundario también pueden haber jugado un papel en su expansión en la región de los Grandes Lagos. Tolera una amplia variación en las condiciones del suelo, incluido el pH, y puede crecer tanto al sol como a la sombra. Las bases de los estipes con almidón proporcionan energía para el rápido crecimiento en primavera, lo que permite que las frondas se adelanten a la vegetación competidora. Las frondea fértiles erectas, inusuales para Asplenium, ayudan a liberar esporas al viento para su dispersión a larga distancia, mientras que los brotes proliferativos permiten la propagación clonal en hábitats húmedos y fértiles. La especie también tiene una carga genética muy baja, lo que permite que los esporofitos viables se desarrollen a partir de autofecundación intragametofítica con una tasa de éxito del 83-89%. Esto significa que nuevos esporofitos pueden crecer generalmente a partir del gametofito formado a partir de una sola espora. Esto ha permitido que el helecho de ébano sea un colonizador temprano, desde ubicaciones distantes, de hábitats recientemente perturbados, como los desechos de carbón en el sur de Iowa. La aparición de A. platyneuron en un hábitat perturbado en Eslovaquia, a 6,500 kilómetros (4,000 millas) de los sitios conocidos más cercanos en el este de América del Norte, es probablemente el resultado de dispersión a larga distancia, lo que también pudo haber permitido su colonización y naturalización en Sudáfrica.
Aunque globalmente seguro (G5), el helecho de ébano se considera una especie en peligro de extinción en algunos de los estados y provincias en los bordes norte y oeste de su área de distribución en América del Norte. NatureServe lo considera críticamente amenazado (S1) en Arizona y Colorado, en peligro de extinción (S2) en Nebraska, Maine, Rhode Island y Quebec, y vulnerable (S3) en Florida y Minnesota.

## Cultivo
El helecho de ébano a veces se cultiva como planta de terrario o de jardín. Se puede cultivar en turba arenosa, suelos de jardín subácidos, otros suelos arenosos, pedregosos o arenosos, o en sustratos para macetas, bajo condiciones que varían de húmedas a secas. Se aceptan suelos tanto ácidos como alcalinos. Es esencial un buen drenaje, y la especie crecerá incluso en suelos secos. Se recomienda luz solar parcial o luz baja a alta, aunque tolera sombra total. Se dice que las plantas son fáciles de mantener una vez que se han establecido, pero se ha descrito como «bastante difícil» de cultivar en Alemania. Conrad Loddiges consideró necesario el uso de calor artificial para cultivar el helecho de ébano en Gran Bretaña.